# Татјана Пинто
Татјана Лофамаканда Пинто (Минстер, 2. јул 1992) је немачка атлетичарка која се специјализовала за спринтерске дисциплине. Првакиња је Немачке на 100 метара 2014. и 2016. и европска првакиња са штафетом штафета 4 х 100 метара 2012.
Отац Татјане Пинто је из Португалије, а мајка из Анголе. Одрастала је у родном граду Минстеру. Године 2012. завршила је средњу школу социјалне и здравствене заштите. Тренутно студира социологију.

## Спортска биографија
У 2011. години победила је са својим сународницама Александром Бургарт, Катарином Громпе и Аном Леном Фрезе, Европском јуниорском првенству у Талину у трци штафета 4 х 100 м резултатом 43,42 што је тада био европски јуниорски рекорд.
На Европском првенству 2012 у Хелсинкију освојила је златну медаљу са штафетом 4 х 100 м заједно са Леном Гинтер, Ане Цибис и Вереном Зајлер. Немачка штафета поставила је најбољи европски резултат сезоне са 42,51, испред Холандије и Пољске. У трци на 100 метара Пинто је била осма.
У 2016. години, Пинто је освојила првенство Немачке у дворани у дисциплини трчања на 60 метара са 7,7 сек. што је нови лични рекорд. После тог успеха има амбиције да 100 м трчи испод 11 секунди.. Постала је немачка првакиња на 100 метара 19. јуна са 11,22 сек.  На Европском првенству у Амстердаму на 100 м завршава као 6. у финалу са 11,33 сек. са штафетом 4 х 100 м освојила је бронзану медаљу са 42,47 иза
Холандије (42,04) и Уједињеног Краљевства (42,45).
У Берлину 26. јануара 2018. Татјана Пинто истрчала најбољи светски резултат сезоне на 60 метара 7,08, побољшавајући резултат 7,11 Миријел Ауре из Обале Слоноваче.

## Значајнији резултати
| Година               | Такмичење                                | Локација             | Место                | Дисциплина           | Резултат             | Детаљи                                       |
| Представљала Немачку | Представљала Немачку                     | Представљала Немачку | Представљала Немачку | Представљала Немачку | Представљала Немачку | Представљала Немачку                         |
| -------------------- | ---------------------------------------- | -------------------- | -------------------- | -------------------- | -------------------- | -------------------------------------------- |
| 2010                 | Светско првенство У-20                   | Монктон              | 6.                   | 100 м                | 11,80                |                                              |
| 2010                 | Светско првенство У-20                   | Монктон              |                      | 4 х 100 м            | 43,74                |                                              |
| 2011                 | Европско првенство У-20                  | Талин                |                      | 100 м                | 11,48                |                                              |
| 2011                 | Европско првенство У-20                  | Талин                |                      | 4 × 100 м            | 43,42                |                                              |
| 2012                 | Европско првенство                       | Хелсинки             | 8.                   | 100 м                | 11,62                |                                              |
| 2012                 | Европско првенство                       | Хелсинки             |                      | 4 × 100 м            | 42,51                |                                              |
| 2012                 | Олимпијске игре                          | Лондон               | 9.                   | 4 × 100 м            | 42,67                |                                              |
| 2013                 | Европско првенство за млађе сениоре У-23 | Тампере              |                      | 100 м                | 11,50                |                                              |
| 2013                 | Европско првенство за млађе сениоре У-23 | Тампере              |                      | 4 × 100 м            | 43,29                |                                              |
| 2014                 | Светско првенство штафета                | Насау                | 6.                   | 4 × 100 м            | 43,37                | Архивирано на веб-сајту (16. септембар 2018) |
| 2015                 | Европско екипно првенство, Супррлига     | Чебоксари            | 4.                   | 100 м                | 11,52                |                                              |
| 2015                 | Европско екипно првенство, Супррлига     | Чебоксари            |                      | 4 x 100 m            | 43 s 21              |                                              |
| 2016                 | Европско првенство                       | Амстердам            | 6.                   | 100 м                | 11,33                |                                              |
| 2016                 | Европско првенство                       | Амстердам            |                      | 4 × 100 м            | 42,47                |                                              |
| 2016                 | Олимпијске игре                          | Рио де Жанеиро       | 4.                   | 4 × 100 м            | 42,10                |                                              |
| 2017                 | Светско првенство штафета                | Насау                |                      | 4 × 100 м            | 42,84                | Архивирано на веб-сајту (5. мај 2019)        |
| 2017                 | Светско првенство штафета                | Насау                |                      | 4 × 200 м            | 1:30,68              | Архивирано на веб-сајту (5. мај 2019)        |
| 2017                 | Светско првенство                        | Лондон               | 4.                   | 4 × 100 м            | 42,36                |                                              |

## Лични рекорди
| Дисциплина | Дисциплина   | Резултат | Место    | Датум             |
| ---------- | ------------ | -------- | -------- | ----------------- |
| 60 м       | у дворани    | 7,06     | Дортмунд | 17. фебруар 2018. |
| 100 м      | на отвореном | 11,00    | Манхајм  | 29. јул 2016.     |
| 200 м      | на отвореном | 23,02    | Манхајм  | 28. јун 2015.     |
| 200 м      | у дворани    | 23,19    | Дортмунд | 18. фебруар 2018. |